# Frank Plicka
Frank Plicka (né le 11 juin 1926 à Kladno – mort le 9 décembre 2010 à Sydney) est un photographe australien d’origine tchèque. Il s’est installé en Australie en 1968 après des études à Prague. Pendant plus de 30 ans, il a photographié la vie à Sydney, dans les rues, les pubs et sur les plages.

## Ouvrage
L’ouvrage The Streets of Sydney contient 118 photographies en noir et blanc de Frank Plicka.